# 埃爾德里奇鎮區 (密蘇里州拉克利德縣)
埃爾德里奇鎮區（英語：Eldridge Township）是位於美國密蘇里州拉克利德縣的一個行政鎮區。

## 地方資料
埃爾德里奇鎮區的面積為162.09平方千米，當中陸地面積為161.59平方千米，而水域面積為0.50平方千米。根據2020年美國人口普查的數據，當地共有人口763人，而人口密度為每平方千米4.71人。